# يزيد بن معاوية
أبُو خالِد يَزيد بن مُعاوية بن أبي سُفيان بن حَرب بن أُميَّة بن عَبدِ شَمْس بن عَبدِ مَنَاف القُرشيُّ (23 رمضان 26 هـ - 14 ربيعُ الأوَّل 64 هـ / 20 يُوليو 647 - 12 نُوفَمْبَر 683 م)، ثاني خُلفاء بَني أُميَّة، حيث حكم في الفترة بين 15 رَجَب 60 هـ - 14 ربيعُ الأوَّل 64 هـ / 21 أبريل 680 - 12 نُوفَمْبَر 683 م.
ولد يَزيد في قرية الماطرُون من نواحي الشَّام في عهد الخليفةُ الرَّاشِدي عُثمان بن عفَّان، وقد عاصر في صباه أحداث فتنة مقتل عُثمان، وكان بالقُرب من أبيه، والذي كان والي الشَّام آنذاك، حيث رفض مُعاوية خِلافة عليُّ بن أبي طالِب ما لم يتم القَصاص من قتلة الخليفة عُثمان أولًا، فدارت بينهما معركةٍ دامية وانتهت بالتحكيم، وباستمرار الخِلاف بين الطرفين لسنواتٍ عدة، وبعد اغتيال الخليفة عَلِي سنة 40 هـ / 661 م على يد ابن مُلجم الخارجيّ، تولَّى الحَسَن بن علي للخِلافة، والذي قرر التَّنازُل عنها لصالح مُعاوية، بهدف توحيد صُفوف المُسلمين وإنهاء الفتن.
وفي خِلافة أبيه مُعاوية، والذي أعاد الفُتوحات الإسلاميَّة إلى الواجِهة بعد توقُّفها لفترةٍ طويلة على غرار أحداث الفِتنة، تولَّى يزيد بأمرٍ من أبيه عدة حملات عسكريَّة ضد الإمبراطوريَّة البيزنطيَّة، بما في ذلك قيادته لأوَّل مُحاولة لفتح القُسْطَنْطِينيَّة والذي حوى عددًا من الصَّحابة آنذاك بين سنتي 53 و60 هـ / 674 - 678 م، إلا أن الشِّتاء القارس وصُعوبة الإمدادات وبُعد المسافة، اضطَّرهُم للعودة آنذاك. ومع ذلك، فقد مهَّد الخليفة مُعاوية لتولية يزيد من بعدهِ للخِلافة، على الرُّغم من مُعارضة بعضًا من كبار الصَّحابة آنذاك.
تولَّى يزيد الخلافة بعد وفاة والده سنة 60 هـ / 680 م، بعد أن بايعتهُ الأُسرة الأُمَويَّة والعديد من الصَّحابة في حياة أبيه كوليًا للعهد، إلا أنه بعد تولّيه للخِلافة، واجه مُعارضة قويَّة من قبل صحابيَّان بسبب رفضهم لفكرة الحُكم الوِراثي، هُما الحُسَين بن عَلِي بن أبي طالِب، وعبد الله بن الزُّبَير بن العوَّام، كما كان أهالي الكُوفة مُنزعجين من تولّيه الخِلافة، فراسلوا الحُسَين، وطلبوا منهُ القُدوم إليهم لمُبايعتهِ كخليفة ونُصرته، ولكنه ما إن وصل بالقُرب من مدينتهم، حتى تخلوا عن نُصرته وتبرأو من الكُتُب المُرسلة إليهم بعد تهديد والي الكُوفة عُبيد الله بن زياد، واضطَّر الحُسَين إلى مُقاتلة الجيش الأُمَويّ في هذه الحال، ورافِضًا للاستسلام الذي عُرض عليه بطريقة مُهينة، فكان مع قِلَّة من أنصاره وأهلُ بيته. انتهت المعركة الدَّامية بمصرع الحُسَين والعديد من إخوتهِ وأبنائه ومن أهلُ بيتِه مما أغضب جُموع المُسلمين لمقتل ابن بنت رسول الله.
سبَّب مقتل الحُسَين إلى نمو المُعارضة ضد حكم يزيد وإلى شُعور النَّاس بضرُورة القيام بشيء. فاعتصم عبد الله بن الزُّبَير في مدينة مكَّة، وزادت شعبيَّتهُ في الحِجاز وتهامة. كما ثار أهل المَدينة المُنوَّرة في وجه يزيد في سنة 63 هـ / 682 أو 683 م، وخلعوا طاعتُه. وأمام هذه التحرُّكات المُعارضة ضده، قام يزيد بتجهيز جيشٍ لمحاربة عبد الله بن الزُّبَير، وكذلك لمُحاربة أهل المدينة بعد أن يُخيَّرهُم في العودة إلى الطَّاعة أو الحرب. لم تنتهِ الأمور كما يُرام بالنسبة إلى أهالي المدينة المُنوَّرة، فقد انهزموا أمام الجيش الأُمَويّ وتعرَّضت المدينة للنَّهب والفظائع على مدار ثلاثة أيام. كما تعرَّضت مدينة مكَّة المُقدَّسة إلى حملتين عسكريِّتين، أوَّلُها حملة عمرُو بن الزُّبَير، التي فشلت وانتهت بمقتله، والثانية كانت أكثر ضراوةً، حيث أصيبت الكَعْبَة بانهدام أجزاء منها نتيجة القصف الذي أحدثهُ الجيش الأُمَوي بقيادة الحُصَين بن نُمَير، وفي أثناء حِصار مكَّة، وعلى تلك الأحوال، وصلت الأنباء بوفاة الخليفة يزيد في إحدى قُرى حِمْص، ما جعل الجيش يعُود أدراجهُ نحو الشَّام لمعرفة الخليفة الجديد وتلقِّي الأوامر.
بُويع ابنهِ مُعاوية بن يزيد، والذي هالهُ ما أحدثهُ أبيه يزيد في مُحاربة المُعارضين المُسلمين من أجل السُّلطة، فتنازل عن الخِلافة بعد ستة أشهر، ودخلت البِلاد الإسلاميَّة المُمتدة على رُقعةٍ واسِعة إلى حربٍ بين المُطالبين بالخِلافة، حيث بُويع مُروان بن الحَكم في دِمَشْق كخليفةً من بَنِي أُمَيَّة، في مواجهة المُطالب بالخِلافة أيضًا عبد الله بن الزُّبير في مكَّة، والتي انتهت في أيَّام الخليفة عبد الملِك بن مُروان حيث استطاع فرض سُلطته على البِلاد لصالح الخِلافة الأُمَويَّة وبات المُؤسس الثَّاني للدولة. بقيت شخصيَّةُ يزيد مُثيرة للجدل بين المُؤرِّخين والعُلماء وعامَّةُ النَّاس، وذلك حول إسلامه أو كفره، فمن إجازة لعنه إلى رفض ذلك، وحول نُصبِهِ العداء لآل البيت إلى براءته منها، وحول شُربه للخمر أو تبرئته منها.

## نشأته

### نسبه
أما نسبه فهو: يزيد بن معاوية بن أبو سفيان بن حرب بن أمية بن عبد شمس بن عبد مناف بن قصي بن كلاب بن مرة بن كعب بن لؤي بن غالب بن فهر بن مالك بن النضر بن كنانة بن خزيمة بن مدركة بن إلياس بن مضر بن نزار بن معد بن عدنان.
وأمه هي: ميسون بنت بحدل بن أنيف بن دلجة بن قنافة بن عدي بن زهير بن حارثة بن جناب، من قبيلة كلب.

### ولادته
ولد يزيد في قرية الماطرُون بالقرب من مدينة الضمير شمال شرقي دِمَشْق سنة 26 هـ / 647 م. وقيل أنه ولد في مكة المكرمة نُسبةً إلى شعرٍ له:
عاش يزيد مع أخواله لأمه فترة طفولته عندما طلق والده الصحابي معاوية والدته ميسون بنت بحدل، إلا أن يزيد لم يستمر في العيش هناك إذ عاد إلى دمشق بأمر من والده ليحضر مجالسه ويستفيد من سياسته. عند عودة يزيد أحضر والده له المؤدبين، والعلماء، والنسابين، مثل دغفل بن حنظلة السدوسي الشيباني، مؤدباً ونسابة. وعبيد بن شرية الجرهمي، عارف بأيام العرب وأخبار الماضين. وعلاقة بن كرشم الكلابي النسابة. وهؤلاء النسابون أثروا في يزيد، حيث يعتبر يزيد من النسابين الخبراء في النسب، وهو رأس الطبقة الثانية في طبقات النسابين. وكان الصحابي معاوية يأمر ابنه بالاستماع إلى وفود العرب التي تفد عليه ليأخذ من حكمتهم. وكان علماء اللغة يحضرون مجلسه.

### خَلْقِه وخُلُقِه
كان طويلاً، أسمرَ، مجعد الشعر، شديد سواد العين وبياضها، في وجهه أثر الجدري، ذا لحية خفيفة حسنة، شاعراً فصيحاً، خطيباً، كريماً، شجاعاً، غير متكلف في حياته.

## في خِلافة أبيه مُعاوية

### غزوة الطوانة
في سنة 45 للهجرة أرسل معاوية يزيد بجيش إلى الروم ومعه زوجته أم كلثوم بنت عبد الله بن عامر، فنزل في دير سمعان ووجه الجنود ليقاتلوا وسميت باسم غزوة الطوانة(1)، وهناك أصابهم وباء الجدري فتمثل بيتين في الوباء، فلما سمع معاوية كلامه حلف عليه إلا أن يلحق بالجيش، فكتب إليه يزيد بيتين من الشعر يجيبهم فيها عليه.

### غزوة القسطنطينية
وفي سنة 49 للهجرة(2)، بدأ معاوية بتجهيز جيش كبير ليغزو القسطنطينية، وجعل هذا الجيش بقيادة ابنه يزيد، وأرسل مع ابنه بسر بن أرطأة، وسفيان بن عوف، وفضالة بن عبيد الأنصاري. وتم تقسيم الجيش الإسلامي إلى جيش بحري وجيش بري، وعلى عرش الدولة البيزنطية قسطنطين الرابع، والذي استعد لإيقاف الغزوة. واشترك في هذه الغزوة الكثير من الصحابة وأبنائهم مثل: أبو أيوب الأنصاري، عبد الله بن عباس، عبد الله بن الزبير، عبد الله بن عمر، الحسين بن علي وأبو ثعلبة الخشني. ويعود السبب في اشتراك الكثير من الصحابة وأبنائهم في هذه المعركة هو حديث:
| يزيد بن معاوية            | أول جيش من أمتي يغزون مدينة قيصر مغفور لهم | يزيد بن معاوية |
| — حديث نبوي، صحيح البخاري |                                            |                |

بعد وصول الجيش الإسلامي إلى القسطنطينية تم محاصرتها من البر والبحر بأعداد كبيرة من الجند والسفن، بدأ الهجوم من الجهة الشرقية في محاولة لاختراق الدفاعات والاقتراب من أسوار المدينة، وبعد ذلك بدأ الهجوم في البحر حيث قام عبد الله بن قيس بمهاجمة السفن البيزنطية وتدميرها وأخذ راكبيها أسرى إلى يزيد. حاول يزيد استغلال هذه الفرصة، فأمر بقتل الأسرى أمام أنظار البيزنطيين، إلا أن هذه المحاولة لم تنجح في إضعاف البيزنطيين وهمتهم، بعد ذلك بدأ البيزنطيون برد الهجوم على المسلمين فهاجموهم بالنار الإغريقية والتي ساهمت في هزيمة المسلمين. في نهاية المعركة مرض الصحابي أبو أيوب الأنصاري مرض الموت فطلب من يزيد أن يدفنه عند أقرب مسافة من العدو، وبعد وفاة أبي أيوب الأنصاري سار يزيد بالجيش إلى أقرب موضع قدر عليه ثم دفنه، ورغم انتهاء المعركة إلا أن الحرب لم تنته حيث استمر الحصار حتى سنة 60 للهجرة، رغم عودة يزيد إلى دمشق ثم حجه بالناس في نفس العام.

## ترشيحه لولاية العهد

### المرشحون لخلافة معاوية
لم يكن يزيد أحد المرشحين لخلافة معاوية لحكم المسلمين في بادئ الأمر، بل حدد الخليفة معاوية بن أبي سفيان أن الخلفاء من بعده سيكون واحداً من ستة أشخاص سماهم، وهم: سعيد بن العاص، عبد الله بن عامر، الحسن بن علي، مروان بن الحكم، عبد الله بن عمر، عبد الله بن الزبير.
ووصفهم معاوية بصفات حسنة كالفقه، والاهتمام بالحدود، والكرم، والدهاء. ولم يفكر الصحابي معاوية في أخذ البيعة ليزيد إلا بعد وفاة الحسن بن علي، وكان يرى أنه لم يبق إلا ابنه وأبناء الصحابة وابنه أحق، لتمرسه السياسة ومعرفته بحاله وأن أهل الشام لا يقبلون إلا أموياً لذا قال ابن كثير، وابن خلدون:
| يزيد بن معاوية               | ولما كان يتوسم فيه من النجابة الدنيوية، وسيما أولاد الملوك ومعرفتهم بالحروب وترتيب الملك والقيام بأبهته، وكان يظن أنه لا يقوم أحد من أبناء الصحابة في الملك مقامه | يزيد بن معاوية |
| — البداية والنهاية، ابن كثير | |                |

| يزيد بن معاوية               | وكذلك عهد معاوية إلى يزيد خوفاً من افتراق الكلمة بما كانت بنو أمية لم يرضوا تسليم الأمر إلى من سواهم، فلو قد عهد إلى غيره اختلفوا عليه، مع أن ظنهم كان به صالحاً، ولا يرتاب أحد في ذلك، ولا يظن بمعاوية غيره، فلم يكن ليعهد إليه، وهو يعتقد ما كان عليه من الفسق، حاشاً لله لمعاوية من ذلك | يزيد بن معاوية |
| — مقدمة ابن خلدون، ابن خلدون | |                |

وقد أعلن معاوية خوفه هذا على عبد الله بن عمر، كما كان يدعو الله خوفاً من أن يكون تعيين يزيد ولياً للعهد هو حب الأب لابنه، فقال:
| يزيد بن معاوية                          | إني خفت أن أذر الرعية من بعدي كالغنم المطيرة ليس لها راع | يزيد بن معاوية |
| — البداية والنهاية، معاوية بن أبي سفيان |                                                          |                |

| يزيد بن معاوية                          | اللهم إن كنت تعلم أني وليته لأنه فيما أراه أهل لذلك فأتمم له ما وليته، وإن كنت تعلم أني إنما وليته لأني أحبه فلا تتمم له ما وليته | يزيد بن معاوية |
| — البداية والنهاية، معاوية بن أبي سفيان | |                |

### أخذ البيعة ليزيد
أهل دمشق
طرحت فكرة البيعة أولاً على أهل دمشق، فصعد خليفة المسلمين معاوية على المنبر وأعلن أنه اختار يزيداً خليفة بعده فرضي أهل دمشق وبايعوه بدون أي اعتراض.
الوفود من الأمصار
في سنة 51 للهجرة أرسل الخليفة معاوية إلى البلدان بأن يفد إليه الناس، فكان مماً أتى:
| وفد أهل الشام - الضحاك الفهري. - ثور السلمي. - عبد الله الأشعري. - عبد الله الفزاري. - عبد الرحمن الثقفي. - حسان الكلبي. | وفد أهل البصرة - الأحنف بن قيس التميمي. | وفد أهل المدينة محمد الأنصاري. |

واجتمع الخليفة بهم ما عدا ممثل أهل المدينة فتكلم معه على انفراد، وقال كل واحد منهم رأيه.
| يزيد بن معاوية                | ما أصبح اليوم على الأرض أحد أحب إلي رشداً من نفسك سوى نفسي، وإن يزيد أصبح غنياً في المال، وسطاً في الحسب، وإن الله سائل كل راع عن رعيته، فاتق الله وانظر من تولي أمة محمد | يزيد بن معاوية |
| — العقد الفريد، محمد الأنصاري | |                |

| يزيد بن معاوية                | يا أمير المؤمنين، إنه لابد للناس من وال بعدك، والأنفس يغدى عليها ويراح، وإن الله قال:{كل يوم هو في شأن} ولا ندري ما يختلف به العصران، ويزيد ابن أمير المؤمنين في حسن معدنه وقصد سيرته، من أفضلنا حلماً وأحكمنا علماً، فوله عهدك واجعله لنا علماً بعدك، فإنا قد بلونا الجماعة والألفة، فوجدناها أحقن للدماء، وآمن للسبل، وخيراً في العاقبة والآجلة | يزيد بن معاوية |
| — العقد الفريد، الضحاك الفهري | |                |

| يزيد بن معاوية               | أيها الناس، إن يزيد أمل تأملونه، وأجل تأمنونه، طويل الباع، رحب الذراع، إذا صرتم إلى عدله وسعكم، وإن طلبتم رفده أغناكم، جدع قارح، سوبق فسبق، وموجد فمجد، وقورع فقرع، فهو خلف أمير المؤمنين ولا خلف منه | يزيد بن معاوية |
| — العقد الفريد، عمرو بن سعيد | |                |

| يزيد بن معاوية                 | أمير المؤمنين هذا(وأشار إلى معاوية)، فإن هلك فهذا(وأشار إلى يزيد)، فمن أبى فهذا(وأشار إلى السيف) | يزيد بن معاوية |
| — العقد الفريد، يزيد بن المقنع |                                                                                                  |                |

| يزيد بن معاوية                        | يا أمير المؤمنين، أنت أعلم بيزيد في ليله ونهاره، وسره وعلانيته، ومدخله ومخرجه، فإن كنت تعلمه لله رضا، ولهذه الأمة، فلا تشاور الناس فيه، وإن كنت تعلم منه غير ذلك فلا تزوده الدنيا وأنت تذهب إلى الآخرة | يزيد بن معاوية |
| — العقد الفريد، الأحنف بن قيس التميمي | |                |

ثم تمت البيعة ليزيد.
أهل الحجاز
بعدما بايعت الوفود ليزيد، أرسل معاوية ابن أبي سفيان إلى واليه على المدينة مروان بن الحكم بأخذ البيعة ليزيد، فخطب مروان فيهم وحض الناس على الطاعة وحذرهم الفتنة، ودعاهم إلى بيعة يزيد وشبهها بعهد أبي بكر الصديق لعمر بن الخطاب. إلا أن عبد الرحمن بن أبي بكر رفض البيعة وأنكر أن تكون متشابهتين مما أدى لحصول خلاف بينه وبين مروان.
بعد ذلك، أرسل الخليفة رجلاً آخر لعل أهل المدينة يوافقون على البيعة، وهو زياد ابن أبيه فخطب فيهم وقال:
| يزيد بن معاوية        | يا معشر أهل المدينة، إن أمير المؤمنين حسن نظره إليكم، وإنه جعل لكم مفزعاً تفزعون إليه، يزيد ابنه | يزيد بن معاوية |
| — تاريخ الإسلام، زياد |                                                                                                 |                |

إلا أن أهل المدينة رفضوا مرة أخرى.
بعد رفض أهل المدينة التام لمبايعة يزيد بسبب فكرة تولية ابن الخليفة حاكماً من بعده، قرر معاوية بن أبي سفيان أن يزور المدينة في طريقه للحج في عام 51 للهجرة، فتوجه إليها مع ألف من أهل الشام ومعه ابنه يزيد. فلما اقترب من المدينة خرج عبد الله بن عمر، وعبد الرحمن بن أبي بكر، وعبد الله بن الزبير منها إلى مكة. ولما وصل معاوية إلى المدينة خطب فيهم وقال:‹قد بايعنا يزيد فبايعوه›، ثم توجه إلى مكة.
بعد أن أكمل الخليفة نسك الحج، ابتدأ بعبد الله بن عمر أولاً، ودار بينهم حوار انتهى بموافقة عبد الله بن عمر على بيعة يزيد إذا اجتمع الناس على بيعته، بعد ذلك جرى حوار سريع بين الخليفة وعبد الرحمن بن أبي بكر وكانت نتيجته الرفض التام للمبايعة وتحذير الخليفة له من إعلان رفضه قبل أن يعلن أنه بايع أمام أهل الشام لكيلا يقتلوه، فلم يعترض. بعد ذلك لم يبقى إلا الصحابي عبد الله بن الزبير والذي قال الخليفة بأنه السبب في رفض عبد الله بن عمر وعبد الرحمن بن أبي بكر للبيعة، إلا أن عبد الله بن الزبير أجاب الخليفة بأن عليه أن يتنحى عن الإمارة إذا ملها، وأنه لا يقدر أن يبايع شخصين في الوقت ذاته وقال:‹إن مللت الإمارة فهلم ابنك فلنبايعه›. فهم الخليفة من آراء الثلاثة أنها لا تعترض على شخص يزيد فصعد المنبر وأعلن أن الثلاثة قد وافقوا على البيعة (موافقة مبدئية)، إلا أن أهل الشام لم يرضوا وطلبوا من الخليفة أن يأمرهم بإعلان البيعة أو ضرب أعناقهم، مما أدى لغضب الخليفة عليهم ونهرهم وأمرهم بعدم الإساءة إلى قريش، وفي نهاية الأمر بايع الناس ليزيد وكان ممن بايعه ستون صحابياً.

### الآراء

#### آراء الصحابة
| يزيد بن معاوية                         | إن كان خيراً رضينا، وإن كان بلاء صبرنا | يزيد بن معاوية |
| — تاريخ خليفة بن خياط، عبد الله بن عمر |                                       |                |

| يزيد بن معاوية                      | أتقولون إن يزيد ليس بخير أمة محمد، لا أفقه فيها فقها، ولا أعظمها شرفاً؟ وأنا أقول ذلك، ولكن والله لئن تجتمع أمة محمد أحب إلي من أن تفترق | يزيد بن معاوية |
| — تاريخ خليفة بن خياط، أسير بن عمرو | |                |

| يزيد بن معاوية                          | إني أجد الخليفة يزيد بن معاوية | يزيد بن معاوية |
| — تاريخ خليفة بن خياط، عبد الله بن عمرو |                                |                |

#### آراء المؤرخين
| يزيد بن معاوية               | كما وقع في عهد معاوية لابنه يزيد، وإن كان فعل معاوية مع وفاق الناس له حجة في هذا الباب. والذي دعا معاوية لإيثار ابنه يزيد بالعهد دون من سواه إنما هو مراعاة المصلحة في اجتماع الناس، واتفاق أهوائهم باتفاق أهل الحل والعقد عليه حينئذ من بني أمية ... وحضور أكابر الصحابة لذلك وسكوتهم عنه دليل على انتفاء الريب فيه فليسوا ممن يأخذهم في الحق هوادة، وليس معاوية ممن تأخذه العزة في قبول الحق | يزيد بن معاوية |
| — مقدمة ابن خلدون، ابن خلدون | |                |

### وفاة الخليفة معاوية
وصيته ليزيد
| يزيد بن معاوية                          | يا يزيد، إذا دنا أجلي فول غسلي رجلاً لبيباً، فإن اللبيب من الله بمكان، فلينعم الغسل وليجهر بالتكبير، ثم اعمد إلى منديل في الخزانة فيه ثوب من ثياب رسول الله صلى الله عليه وسلم وقراضة من شعره وأظفاره، فاستودع القراضة أنفي وفمي وأذني وعيني واجعل ذلك الثوب مما يلي جلدي دون أكفاني. يا يزيد، احفظ وصية الله في الوالدين، فإذا أدرجتموني في جريدتي، ووضعتموني في حفرتي، فخلوا معاوية وأرحم الراحمين | يزيد بن معاوية |
| — البداية والنهاية، معاوية بن أبي سفيان | |                |

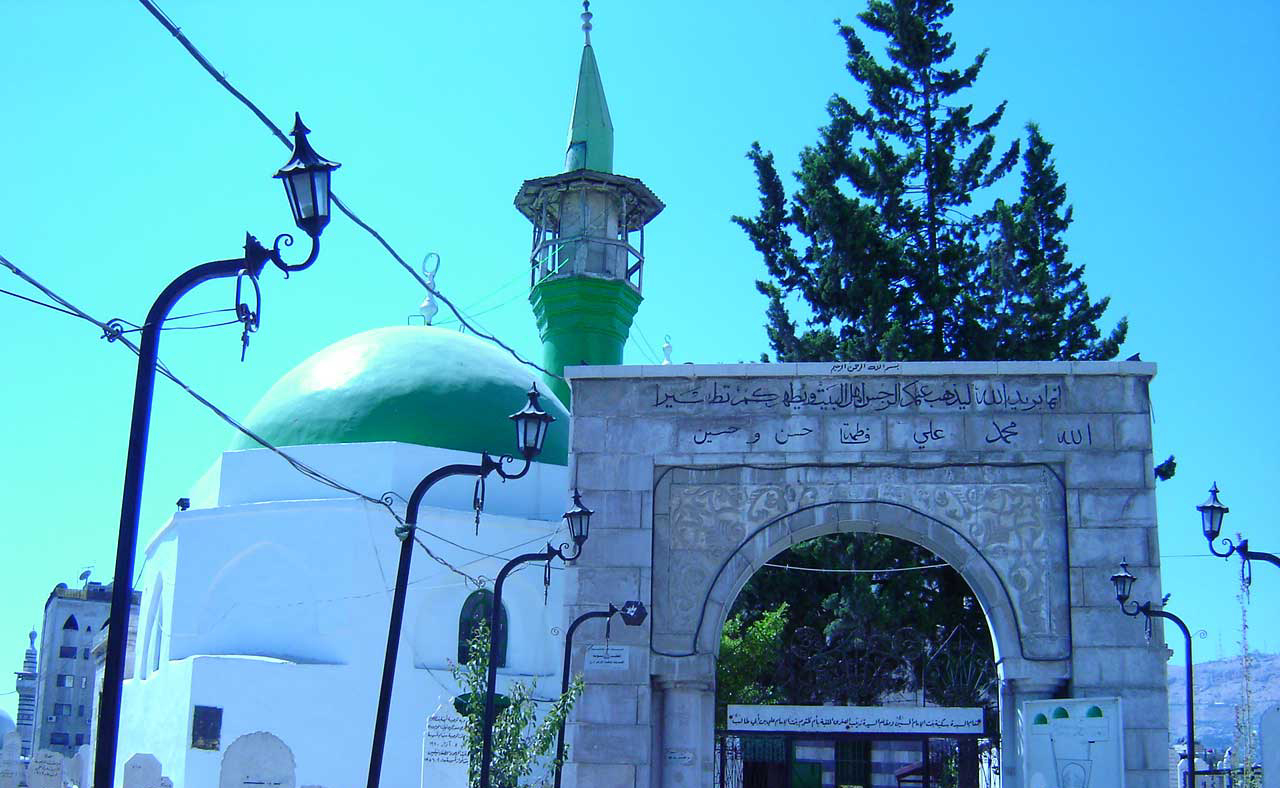
مقبرة باب الصغير، حيث دفن الخليفة معاوية.

بعد وصية الخليفة ليزيد، خرج يزيد إلى قرية حوارين وفي شهر رجب توفي الخليفة معاوية فصلى عليه الضحاك بن قيس الفهري ودفنه في مقبرة باب الصغير، وبعدها أرسل إلى يزيد ليحضر.

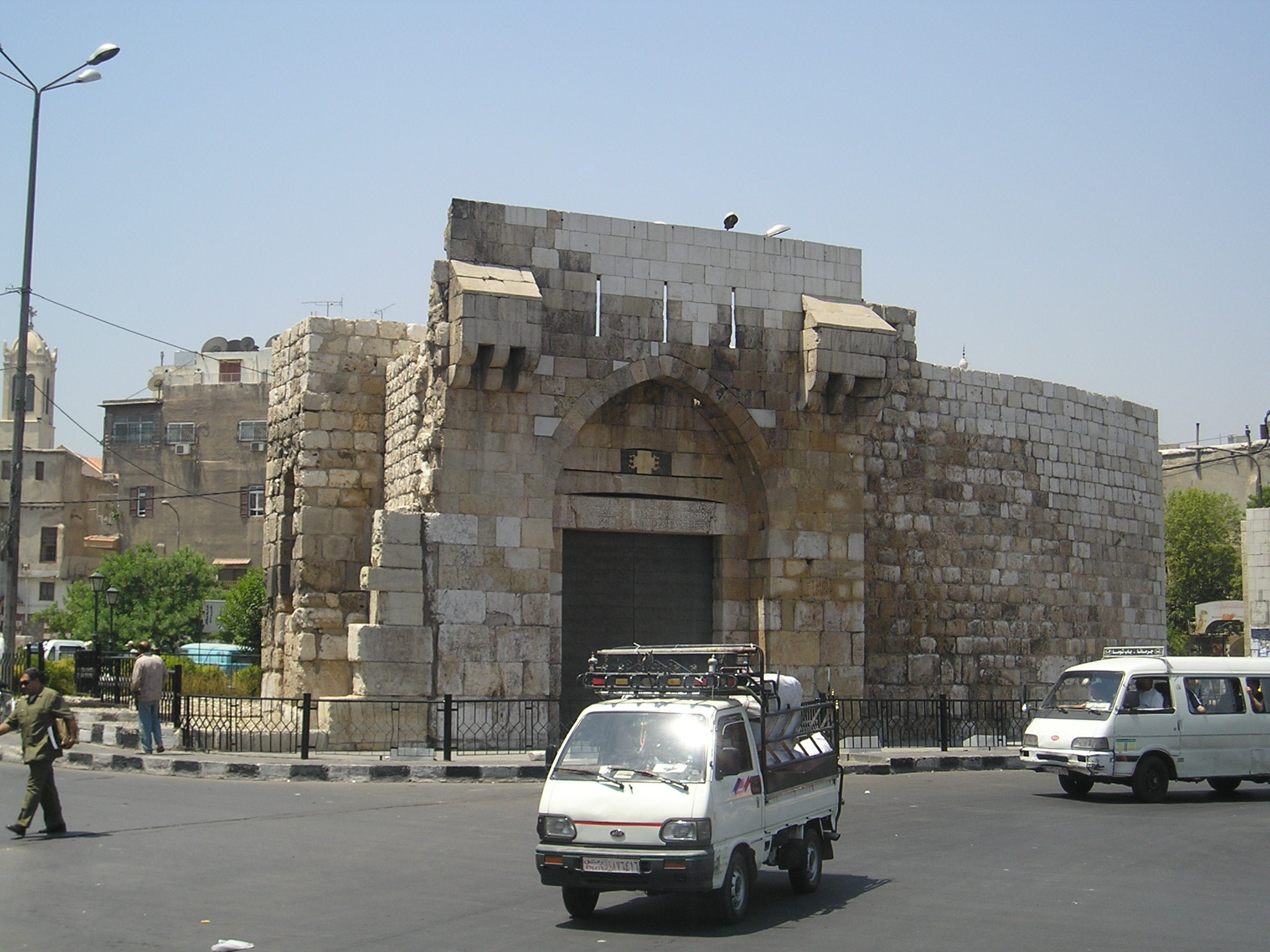
باب توما، حيث مر يزيد بن معاوية.

### إعلانه كخليفة
بعد وصول البريد إلى يزيد ركب مسرعاً إلى دمشق حيث استقبله قبل وصوله الضحاك بن قيس الفهري وكان الحزن بادياً عليه، فسلم عليه مستقبلوه بالإمارة وعزوه في أبيه ويخفض صوته في الرد عليهم، ولم يتكلم إلا مع الضحاك بن قيس، حتى وصل إلى باب توما فظن الناس أنه سيدخل دمشق. لكن يزيد استمر بالمشي مع السور حتى وصل إلى الباب الشرقي (باب خالد)، ثم تعداه حتى وصل إلى الباب الصغير.
بعد وصوله إلى المقبرة ذهب إلى قبر والده وصلى عليه بعد دفنه. بعدها خرج يزيد من المقبرة راكباً على مراكب الخلافة ثم دخل البلد ونادى "الصلاة جامعة"، وذهب هو إلى قصر الخضراء واغتسل ولبس ملابس حسنة ثم ذهب للمسجد وصعد المنبر وخطب في الناس، وأعلن في خطبته عن جمع الأعطيات مرة واحدة لا على ثلاثة مرات كما كانت في عهد والده، وعن توقفه عن إرسال الجيوش داخل البحر أو في الشواتي والاقتصار على غزوات البر والصوائف، وافترق الناس وهم يثنون عليه.
- راجع: خطب يزيد.

## خِلافته

### أعماله
بسبب عدم رواية المؤرخين للكثير من أخباره، فإنه لم ينقل في الكتب إلا الأحداث المهمة التي حصلت في عهده. مع ذلك فإن في عهده تم توسيع إحدى قنوات نهر بردى ونسبت إليه (قناة يزيد). كما فرض الخراج على أراض يهود السامرة، وفرض على كل شخص خمسة دنانير.

### الفتوحات الإسلامية في عهده
جبهة إفريقية
في عام 63 للهجرة غزا عقبة بن نافع السوس الأقصى فغنم وسلم ثم عاد وقتل على يد كسيلة. ثم حدثت معركة بين كسيلة وزهير بن قيس البلوي وانتصر فيها.

سير فتوحات عقبة بن نافع حتى استشهاده في تهودة

#### جبهة الروم
سار يزيد على خطة أبيه في الصوائف، ففي عام 61 للهجرة، أرسل مالك بن عبد الرحمن الخثعمي إلى أرض الروم، ثم أرسل صائفة بقيادة مالك بن عبد الله إلى مدينة قونية، وشارك فيها الخثعمي. وكذلك أرسل صائفة أخرى في عام 62 للهجرة بقيادة الحصين بن النمير السكوني. وفي نفس العام غزا عبد الله بن أسد بن كرز القسري، قيسارية. وفي عام 64 للهجرة غزا يزيد بن أسد أرض الروم.

#### جبهة المشرق
في عام 62 للهجرة غزا سلم بن زياد، خوارزم فغنم مالاً كثيراً. ثم اتجه إلى سمرقند فصالحوه. وولى المنذر بن الجارود السند في هذه السنة وثغر قندابيل، ولما مات أخذها ابنه الحكم. ثم أرسل سنان بن سلمة الهذلي ففتح الموقان. ثم أرسل عبد الرحمن بن يزيد الهلالي. كما وصل المسلمون إلى بخارى، وخجنده، ويارقند وخوتان في شمال شرق جبال الهملايا.

### ثورة الحسين بن علي

#### مقتل الحسين بن علي عند السنة
بعد رفض الصحابي الحسين لبيعة يزيد وكثرة من كتب إليه من أهل العراق أن يأتي إليهم، قام بإرسال مسلم بن عقيل إلى العراق ليتأكد من بيعتهم له. ولما وصل مسلم بن عقيل إلى الكوفة نزل في بيت هانئ بن عروة واجتمع الناس عنده وبلغ الخبر إلى عبيد الله بن زياد. أرسل عبيد الله بن زياد إلى هانئ بن عروة أن يحضر فلما أتى قال له: ‹ألم أوقرك؟ ألم أفعل بك!› فأجابه: ‹بلى›، فقال عبيد الله: ‹فما جزاء ذلك؟› فأجابه: ‹جزاؤه أن أمنعك› فأمر عبيد الله بن زياد بقتله. فلما بلغ الخبر إلى مسامع مسلم بن عقيل خرج ومعه الكثير من الناس إلى القصر، فأمر عبيد الله بن زياد بإغلاق باب القصر.
بعد ذلك اتجه مسلم بن عقيل إلى مسجد عند السوق وكانت جماعات من الناس يتركونه كلما مر من طريق حتى وصل إلى المسجد. بعد ذلك أمر عبيد الله بن زياد بخلع سقف المسجد بسبب عدم سماعه لأصوات الناس، ثم أمر بإشعال النار، فلما نظر لم يرى إلا خمسين رجلاً فقط، ثم اقتتل الطرفان وأصيب مسلم بن عقيل وانهزم أصحابه، وأخذ هو إلى إحدى البيوت. وصل خبر مكان مسلم بن عقيل إلى عبيد الله بن زياد فأمر رجلين بإحضاره، فلما أحضر قال عبيد الله: ‹هيه هيه يا ابن خلية، جئت لتنزع سلطاني!› ثم أمر بقتله. بعد ذلك أمر عبيد الله بن زياد بمراقبة الطريق بين واقصة وطريق الشام وطريق البصرة.

#### الوصول لكربلاء
بعد خروج الحسين من مكة واقترابه، سأل الأعراب عن الأوضاع فأجابوه بعدم مقدرتهم الدخول أو الخروج. فقام الحسين بتغيير طريقه واتجه للشام ليقابل يزيد. إلا أن جيش عبيد الله بن زياد قابله في كربلاء بقيادة عمر بن سعد وشمر بن ذي الجوشن وهنا ناشدهم الحسين الله والإسلام أن يتركوه ليذهب إلى أمير المؤمنين فيضع يده في يده. فقال الحر بن يزيد: ‹ألا تقبلون من هؤلاء ما يعرضون عليكم! والله لو سألكم هذا الترك والديلم ما حل لكم أن تردوه› إلا أن شمر بن ذي الجوشن رفض إلا أن ينزل الحسين على حكم عبيد الله بن زياد فرفض، وانضم الحر بن يزيد إلى الحسين. بعد ذلك تردد عمر بن سعد في محاربة الحسين، فأرسل عبيد الله بن زياد جويرية بن بدر التميمي ليقتل عمر بن سعد إن رفض القتال.

#### المعركة وما بعدها
كان مع الحسين خمسة من أخوانه، وستة عشر من بني هاشم وآخرون، وكان عددهم قرابة المئة. وبدأ القتال بين الطرفين وأصيب جميع الرجال ما عدا علياً بن الحسين وأتي برأس الحسين إلى عبيد الله. ولما أتى الرأس بين يدي عبيد الله أخذ يضع عصاه على فم الحسين ثم يقول: ‹إن أبا عبد الله قد كان شمط›. فغضب أنس بن مالك وقال: ‹كان أشبههم برسول الله صلى الله عليه وسلم، وكان مخضوبا بالوسمة›. ثم أمر عبيد الله بمنزل لنساء الحسين وبناته وأهله وأجرى عليهن رزقاً وأمر لهن بنفقة وكسوة.
بعد ذلك أرسل عبيد الله بن زياد أهل البيت إلى يزيد وأرسل معهم رأس الحسين فلما رآه يزيد بكى وقال: ‹لو كان بينه وبينه رحم ما فعل هذا›. وقال علي بن الحسين: ‹قتل الحسين وأدخلنا الكوفة فلقينا رجل فأدخلنا منزله فألحفنا فنمت فلم أستيقظ إلا بحس الخيل في الأزقة فحملنا إلى يزيد فدمعت عينه حين رآنا وأعطانا ما شئنا›. وقال يزيد: ‹والله ما علمت بخروج أبي عبد الله حين خرج ولا بقتله حين قتل› ثم استشار فقال النعمان بن بشير: ‹يا أمير المؤمنين اصنع بهم ما كان يصنع بهم رسول الله صلى الله عليه وسلم لو رآهم بهذه الحينة› ثم قالت فاطمة بنت الحسين: ‹يا يزيد بنات رسول الله سبايا؟› فبكى بكاء شديداً وبكى أهله حتى علت أصواتهم، ثم أمر بأخذهم إلى الحمام وأن يضربوا عليهم القباب وكساهم وأعطاهم الأعطيات.
كما ذكر ابن طولون أن يزيد قام بصلب قاتل الحسين .

#### رفض الصحابة وآل البيت لخروج الحسين
| يزيد بن معاوية                                            | يا أبا عبد الله إني لك ناصح ومشفق، وقد بلغني أن قوما من شيعتكم كاتبوك، فلا تخرج فإني سمعت أباك بالكوفة يقول: والله إني لقد مللتهم وأبغضوني وملوني، وما بلوت منهم وفاء، ومن فاز بهم فإنما فاز بالسهم الأخيب، والله ما لهم ثبات ولا عزم ولا صبر على السيف | يزيد بن معاوية |
| — تاريخ الإسلام ووفيات المشاهير والأعلام، أبو سعيد الخدري | |                |

.
| يزيد بن معاوية                         | أين تذهب؟ إلى قوم قتلوا أباك وطعنوا أخاك؟ | يزيد بن معاوية |
| — البداية والنهاية، عبد الله بن الزبير |                                           |                |

| يزيد بن معاوية                       | عجل حسين قدره، عجل حسين قدره، والله لو أدركته ما كان ليخرج إلا أن يغلبني | يزيد بن معاوية |
| — البداية والنهاية، عبد الله بن عمرو |                                                                          |                |

| يزيد بن معاوية                       | استشارني الحسين بن علي في الخروج فقلت: لولا أن يزري بي وبك لشبثت يدي في رأسك | يزيد بن معاوية |
| — البداية والنهاية، عبد الله بن عباس |                                                                              |                |

#### مقتل الحسين عند الشيعة

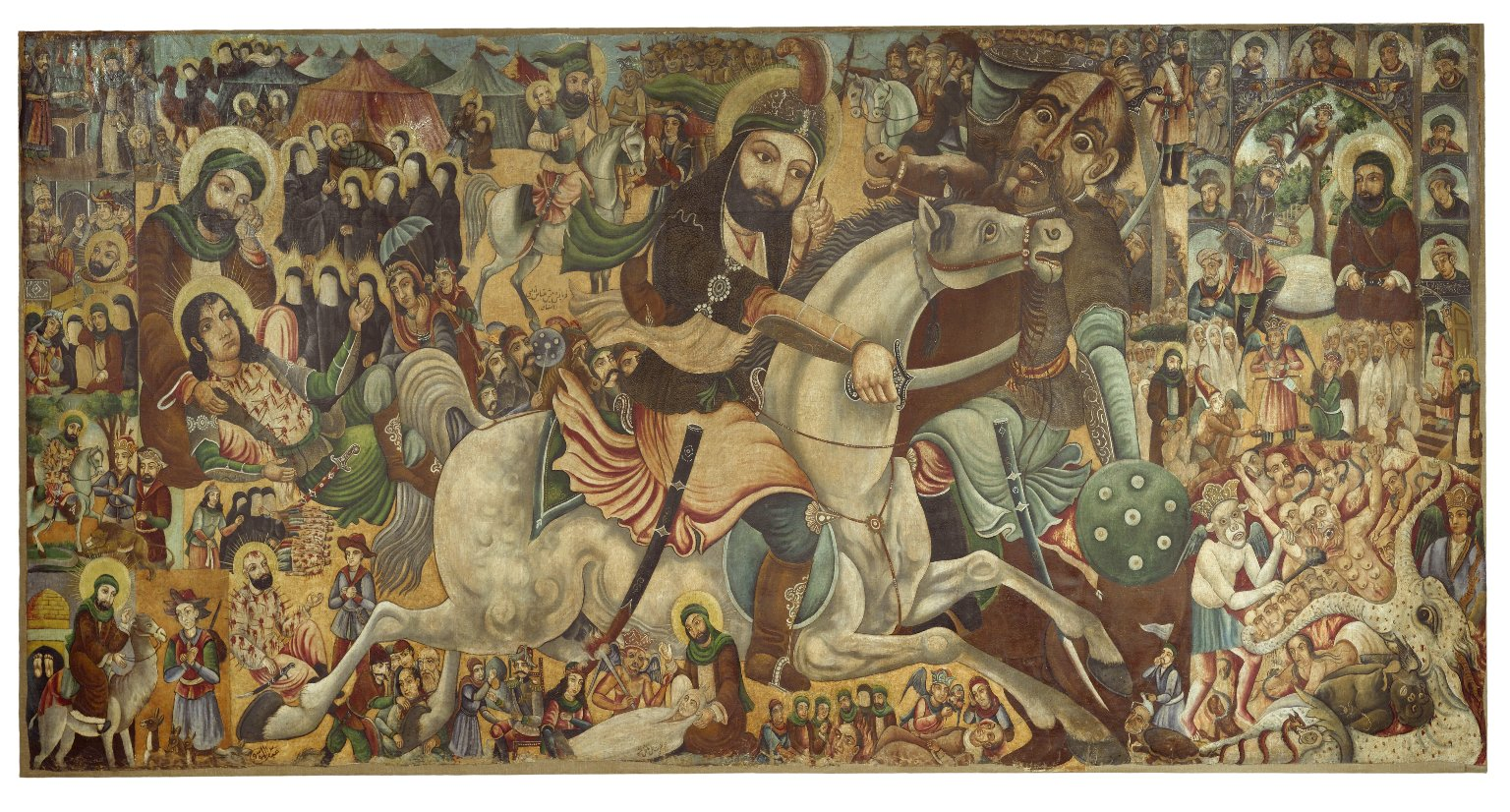
تصوير لمعركة كربلاء حسب الفكر الشيعي

يعتقد الشيعة أن المسبب الأول لقتل الحسين هو يزيد بن معاوية وأتباعه ومن دلائلهم على ذلك :
- رسالته إلى بن زياد : وقد كان قد ولاه على الكوفة بعد أن كان واليا على البصرة فقط، وبعث له في رسالة مانصه : «... قَدْ بَلَغنِي أنّ أهل الكوفة قد كتبوا إلى الحسين في القدوم عليهم وأنّه قد خرج من مكّة متوجّهاً نحوَهم وقد بلي به بلدك من بين البُلدان وأيّامُك من بين الأيام، فإن قتلته وإلا رجعت إلى نسبك عبيد، فاحذر أن يفوتك»[36][37]، وقد أجمع عدد من العلماء على أن يزيد في رسالته هذه قد أعطى الأمر لابن زياد بأن يقتل الحسين، من جملة هؤلاء العلماء : ابن عساكر في «تاريخ مدينة دمشق»، الذهبي في «سير أعلام النبلاء»، ابوالفرج ابن جوزي الحنبلي في «الرد على المتعصّب العنيد» والسيوطي في «تاريخ الخلفاء».[38]
- إقرار ابن زياد : «وَ أمّا قتلي الحسين، فإنّه أشار إليٌ يزيد بقتله أو قتلي فاخترت قتله»[39]
- رسالة ابن عباس ليزيد: «أمّا بعد فقد جاءني كتابك فأمّا تركي بيعة ابن الزبير فو الله ما أرجو بذلك برّك ولا حمدك ولكنّ الله بالّذي انوي عليهم وزعمت أنك لست بناس بري فاحبس ايّها الإنسان! برّك عنّي فانّي حابس عنك برّي.

و سألت أن احبب الناس اليك... كيف؟ وقد قتلت حسيناً وفتيان عبد المطلب مصابيح الهدى ونجوم الاعلام ... فما انسى من الأشياء فلست بناس اطّرادك حسينا من حرم رسول الله (صلّي الله عليه وآله وسلّم) إلي حرم الله وشبيرك الخيول إليه. فمازلت بذلك حتي امتحنته إلي العراق فخرج خائفاً يترقب فنزلت به خيلك عداوة منك لله ولرسوله ولأهل بيته الذين أذهب إليه عنهم الرجس وطهّرهم تطهيراً فاغتنمتم قلّة أنصاره واستئصال أهل بيته وتعاونتم عليه كأنّكم قتلتم أهل بيت من الشرك والكفر...و قد قتلت ولد أبي وسيفك يقطر من دمي وأنت أحد ثاري...».
- أقوال ولده معاوية بن يزيد : عندما توفي يزيد، وصفه ابنه معاوية قائلا: «إنّ هذه الخلافة حبل الله وأن جدّي معاوية نازع الأمر أهل هو من هو أحقّ به منه علي بن ابي طالب، وركبت بكم ما تعلمون... ثمّ قلّد أبي الأمر وكان غير أهل له ونازع ابن بنت رسول الله (صلّي الله عليه وآله وسلّم)....إنّ من أعظم الأمور علينا علمنا بسوء مصرعه وبئس منقلبه وقد قتل عترة رسول الله (صلّي الله عليه وآله وسلّم) وأباح الخمر وخرّب الكعبة .... فشأنكم أمركم. والله لئن كانت الدنيا خيرا... ولكن كانت شرّاً فكفى ذُرية أبي سفيان ما أصابوا منها».[41]
- إرسال الرؤوس إلى يزيد: يقول البلاذري : «نصب ابن زياد رأس الحسين بالكوفة وجعل بدار به فيها، ثم دعا زحر بن قيس الجعفي فسرّح معه برأس الحسين ورؤوس أصحابه وأهل بيته إلي يزيد بن معاوية».[42]

### معارضة أهل المدينة
قام والي المدينة بإرسال وفد من أهلها إلى يزيد، حيث وفدوا عليه في عام 62 للهجرة، إلا أنه لم يصح إسناد أي رواية عن هذا الوفد وما رأوه. بعد عودة الوفد، خلع أهل المدينة يزيد بن معاوية وانضموا إلى عبد الله بن الزبير. واتهموا يزيد بشرب الخمر وترك الصلاة ورأسوا عليهم عبد الله بن مطيع وعبد الله بن حنظلة ومعقل بن سنان الأشجعي. ثم ذهب عبد الله بن مطيع إلى محمد بن الحنفية ليخلع بيعة يزيد لكنه رفض. ثم اتجهوا إلى الوالي وحصروه مع بني أمية في دار مروان بن الحكم وخلعوا يزيد. بعدها كتب مروان بن الحكم إلى يزيد يخبره أنهم محاصرون.
لما وصل الخبر إلى يزيد وكان مريضاً، فقال:
وبلغ يزيد أن عبد الله بن الزبير اتهمه بشرب الخمر، فقال:
وجهز جيشاً كبيراً بقيادة مسلم بن عقبة، وترجاه عبد الله بن جعفر وصخر بن عامر، أن لا يرسله فأجاب عبد الله بن جعفر: ‹أنا أجيبك فيهم إلى ما تريد، إن ابن الزبير حيث رأيت، وقد نصب لنا الحرب، وأنا أبعث الجيوش، وآمر صاحب أول جيش أبعثه أن يتخذ المدينة طريقاً ولا يقاتلهم، فإن أقر أهل المدينة بالسمع والطاعة تركهم وجاوزهم إلى ابن الزبير، وإن أبوا أن يقروا قاتلهم›. لما وصل خبر تجهيز الجيش إلى مسامع أهل المدينة ضيقوا الحصار على بني أمية ثم أخرجوهم. وبعد ذلك قسموا أنفسهم إلى فريقين كل فريق عليه أمير. وأرسلوا من يردم الآبار التي في طريق المدينة، لكيلا يستسقوا. ثم حفروا خندقاً ليقاتلوا من داخل المدينة.

#### رفض كبار الصحابة وآل البيت للخروج وتحذيرهم لأهل المدينة
- تحذير عبد الله بن عمر للناس من الخروج:

| يزيد بن معاوية                 | جاء عبد الله بن عمر إلى عبد الله بن مطيع، حين كان من أمر الحرة ما كان، زمن يزيد بن معاوية. فقال: اطرحوا لأبي عبدالرحمن وسادة. فقال: إني لم آتك لأجلس. أتيتك لأحدثك حديثا سمعت رسول الله صلى الله عليه وسلم يقوله. سمعت رسول الله صلى الله عليه وسلم يقول: "من خلع يدا من طاعة، لقي الله يوم القيامة، لا حجة له. ومن مات وليس في عنقه بيعة، مات ميتة جاهلية" | يزيد بن معاوية |
| — نافع مولى ابن عمر، صحيح مسلم | |                |

- رفض محمد بن الحنفية للخروج ودفاعه عن يزيد:

| يزيد بن معاوية                         | قال ابن مطيع: إن يزيد يشرب الخمر ويترك الصلاة ويتعدّى حكم الكتاب. فقال لهم: ما رأيت منه ما تذكرون، وقد حضرته وأقمت عنده فرأيته مواظباً على الصلاة متحرياً للخير يسأل عن الفقه ملازماً للسنة. قالوا: فإن ذلك كان منه تصنّعاً لك. فقال: وما الذي خاف مني أو رجا حتى يظهر إليّ الخشوع؟ أفأطلعكم على ما تذكرون من شرب الخمر؟ فلئن كان أطلعكم على ذلك إنكم لشركائه، وإن لم يكن أطلعكم فما يحل لكم أن تشهدوا بما لم تعلموا. قالوا: إنه عندنا لحق وإن لم يكن رأيناه. فقال لهم أبى الله ذلك علـى أهل الشهادة، فقال {إِلاَّ مَنْ شَهِدَ بِالْحَقِّ وَهُمْ يَعْلَمُونَ} ولست من أمركم في شيء. قالو: فلعلك تكره أن يتولى الأمر غيرك فنحن نولّيك أمرنا. قال: ما استحل القتال على ما تريدونني عليه تابعاً ولا متبوعاً. فقالوا: فقد قاتلت مع أبيك. قال: جيئوني بمثل أبي أقاتل على مثل ما قاتل عليه. فقالوا: فمر ابنيك أبا القاسم والقاسم بالقتال معنا. قال: لو أمرتهما قاتلت. قالوا: فقم معنا مقاماً نحض الناس فيه على القتال. قال: سبحان الله!! آمر الناس بما لا أفعله ولا أرضاه؟ إذاً ما نصحت لله في عباده. قالوا: إذاً نكرهك. قال: إذاً آمر الناس بتقوى الله ولا يرضون المخلوق بسخط الخالق | يزيد بن معاوية |
| — نافع مولى ابن عمر، سير أعلام النبلاء | |                |

#### دخول المدينة
بايع الناس عبد الله بن حنظلة على الموت. بعد وصول مسلم بن عقبة إلى المدينة قام بتوزيع جيشه، وتم إقناع بني حارثة أن يدخلوهم المدينة من عند بيوتهم. فلما دخلوا تشتت جيش أهل المدينة وهربوا إلى بيوتهم ليحموا أهلهم. قام قادة الجيش المدني بالذهاب إلى المنفذ الذي توافد منه أهل الشام في محاولة لوقف دخولهم، مما أعطى الفرصة لأهل الشام في ردم الخندق والدخول من هناك بعد انسحاب الناس. وكان عدد القتلى 700 رجل منهم 4 من الصحابة كما قال الإمام مالك. انتهبت بعض البيوت بعد المعركة من بيوت أهل المدينة، وأدى هذا لترك أحمد بن حنبل رواية الحديث عن يزيد. وأتي بعلي بن الحسين فأكرمه حيث لم يخرج أحد من آل البيت ولا بني عبد المطلب مع أهل المدينة. ثم بايع الناس كلهم ليزيد بيعة جديدة.

### معارضة عبد الله بن الزبير
بعد وفاة الخليفة معاوية تثاقل الصحابي عبد الله بن الزبير عن بيعة يزيد وشتمه، فغضب يزيد وحلف ألا يؤتى به إلا في الأغلال، وأرسل إليه وفداً يضم: الصحابي النعمان بن بشير، وعبد الله الأشعري وعبد الله الفزاري. وأرسل معهم كتاباً يحلف فيه عليه إلا أن يأتي وفي يده الأغلال وأرسل قيداً من فضة وبرنساً(3) ليلبسه عليه فلا يظهر، إلا أن عبد الله بن الزبير رفض وقال:
ورفض أن يبايع يزيد. حاول يزيد أن يدخل عبد الله بن الزبير في البيعة، فأرسل إليه:
| يزيد بن معاوية                  | أذكرك الله في نفسك، فإنك ذو سن من قريش، وقد مضى لك سلف صالح، وقدم صدق من اجتهاد وعبادة، فأربب صالح ما مضى، ولا تبطل ما قدمت من حسن، وادخل فيما دخل فيه الناس، ولا تردهم في فتنة، ولا تحل ما حرم الله | يزيد بن معاوية |
| — يزيد بن معاوية، أنساب الأشراف | |                |

إلا أن عبد الله بن الزبير واصل رفض تقديم البيعة.

#### حملة عمرو بن الزبير
بعد رفض عبد الله بن الزبير بيعة يزيد، ورفضه الصلاة خلف والي مكة والحج معه، جمع كل من دعمه من أهل مكة فكان يصلي بهم ويستشير كبارهم ويشاورهم ويحج بهم، قرر يزيد أن يرسل من يقبض على عبد الله بن الزبير ويلزمه بتنفيذ حلفه فأرسل إلى الوالي بإرسال الجند فاقترح عمرو بن الزبير بن العوام - شقيق عبد الله بن الزبير - أن يتم تعيينه على الجند فتم له ما أراد. قاد عمرو بن الزبير ألف رجل واتجه لمكة ثم أرسل 700 من جنده إلى ذي طوى بقيادة أنيس بن عمرو الأسلمي، وبعد ذلك قابل أخاه عبد الله بن الزبير وطلب منه أن يمتثل ليمين الخليفة، إلا أن عبد الله بن الزبير رفض أن يلبس الأغلال، وطلب من أخيه أن يراجع يزيد. قبل ذلك أرسل عبد الله بن الزبير جيشاً استطاع الإحاطة بجند أنيس وقتله، كما طلب عبد الله بن الزبير من مصعب بن عبد الرحمن أن يهاجم جند عمرو بن الزبير فاستطاع هزيمتهم، بعد ذلك هرب عمرو إلى إحدى البيوت ثم استجار بأخيه عبيدة بن الزبير فأجاره وأخذه إلى عبد الله بن الزبير، إلا أن عبد الله اقتص منه لكل من آذاه في المدينة. ومات عمرو بن الزبير أثناء الاقتصاص منه.

#### حملة الحصين بن النمير
بعد واقعة الحرة، استمر الجيش بقيادة مسلم بن عقبة حتى وصلوا إلى المشلل حيث توفي مسلم. تولى الحصين بن النمير السكوني قيادة الجيش حتى وصلوا إلى مكة فنشر جيشه وحاصروها لأكثر من شهر بدون قتال. بدأ القتال في منتصف شهر صفر حيث حاول الحصين أن يتقدم بجيشه. وبالفعل استطاع الحصين أن يسيطر على جبل أبي قبيس وجبل قعيقعان، ثم تقدم وسيطر على جميع المناطق ما عدا المسجد الحرام الذي كان يحتمي فيه عبد الله بن الزبير.

#### احتراق الكعبة
بعد أن سيطر الحصين على جبلي أبي قبيس وقعيقعان قام بتثبيت المنجنيق عليها، فقام عبد الله بن الزبير بوضع الألواح حول الحرم وكان من معه ينامون في الخيام بجانب الكعبة بعد اشتداد القتال. وفي ليلة الحريق كانت الريح شديدة فعلقت النار بالخيام والفرش بجانب الكعبة وامتد الحريق إليها ولم يقدروا على إطفاء الحريق. وقد تسبب الحريق بإيقاف أحداث المعركة حيث ذهل الفريقان بما حصل، فقال أحد جنود أهل الشام:‹هلك الفريقان والذي نفس محمد بيده›. وسجد عبد الله بن الزبير وأخذ يدعو ويقول:‹اللهم إني لم أتعمد ما جرى، فلا تهلك عبادك بذنبي، وهذه ناصيتي بين يديك›. وكان احتراق الكعبة بعد موت يزيد بخمسة أيام وقبل وصول خبر موت يزيد بأحد عشر يوماً، أي في 20 ربيع الأول.

## وفاته
توفي يزيد بن مُعاوية في قرية حوارين من نواحي حِمْص وذلك في 15 ربيع الأول 64 للهجرة الموافق 11 نوفمبر 683م.

## سياسته الداخلية

#### المسؤولون في عهده

##### القضاء
- على البصرة: هشام بن هبيرة، في 60 للهجرة قبل أن يأتي عبد الرحمن العبدي.[66]
- على البصرة: عبد الرحمن بن أذينة.[67][68]
- على الكوفة: شريح الكندي.[68]
- على المدينة:
  - عبد الله بن عثمان التيمي بأمر من عمرو بن سعيد.[68]
  - طلحة بن عبد الله بن عوف الزهري بأمر من عثمان بن محمد.[69]

##### الولاة
| على بلاد الشرق - والي الكوفة الأول: النعمان بن بشير. - والي البصرة، ووالي الكوفة الثاني: عبيد الله بن زياد. - والي خراسان: عبد الرحمن بن زياد. - والي خراسان الثاني، ووالي سجستان: سلم بن زياد. - والي كابل: أبو عبيدة بن زياد ابن أبيه. - والي السند وثغر قندابيل: المنذر بن الجارود. - والي سجستان عام 63 للهجرة: طلحة بن عبد الله بن خلف الخزاعي. على المدينة - عام 60 للهجرة: الوليد بن عتبة (الفترة الأولى). - عام 60 للهجرة: عمرو بن سعيد بن العاص. - عام 61 للهجرة: الوليد بن عتبة (الفترة الثانية). - عام 62 للهجرة: عثمان بن محمد. - عام 63 للهجرة: عثمان بن محمد. | على مكة - والي مكة المكرمة عام 60 للهجرة: عمرو بن سعيد بن العاص. على اليمن - الضحاك بن فيروز الديلمي. على مصر - من سنة 60 للهجرة حتى وفاته في 62 للهجرة: مسلمة بن مخلد الأنصاري. - من سنة 62 للهجرة حتى تنازله لوالي عبد الله بن الزبير في 64 للهجرة: سعيد بن يزيد الأسدي. على بلاد المغرب - من سنة 60 للهجرة حتى وفاته في 63 للهجرة: عقبة بن نافع الفهري. أمراء الحج - في عام 60 للهجرة: عمرو بن سعيد بن العاص. - في عام 61 للهجرة: الوليد بن عتبة. - في عام 62 للهجرة: عثمان بن محمد. - في عام 63 للهجرة: عبد الرحمن بن زيد. |

## علاقاته

### علاقته بآل البيت
- مع عبد الله بن عباس وتعزيته في الحسن بن علي:

لما مات الحسن بن علي قدم يزيد ماشياً فدخل على عبد الله بن عباس فعزاه وقال: ‹رحم الله أبا محمد، أوسع الرحمة وأفسحها، وعظم أجرك وأحسن عزاءك، وعوضك من مصابك ما هو خير لك ثواباً وخير عقبى› ثم ذهب. فقال عبد الله بن عباس: ‹إذا ذهب آل حرب، ذهب حلماء قريش›، ثم تمثل:
- مع عبد الله بن جعفر:

لما بويع يزيد، وفد عليه عبد الله بن جعفر وكان صاحب أبيه معاوية، فأكرمه وضاعف أعطيته، فقال عبد الله بن جعفر: ‹بأبي أنت وأمي› فضاعفها له. فقال: ‹والله لا أجمع أبوي لأحد بعدك›. وبعد أن خرج وجد على باب القصر 400 بختية وعليها أنواع الهدايا والأموال، فعاد إلى يزيد وطلب ثلاثاً منها، فصرفها له كلها. فكان عبد الله بن جعفر يقول عن يزيد: ‹أتلومونني على حسن الرأي في هذا؟!›.
- مع العباس بن علي الهاشمي:

تزوج عبد الله بن خالد بن يزيد، بنفيسة بنت عبيد الله بن العباس بن علي بن أبي طالب، وأنجبت له علياً والعباس.

### علاقته بالصحابة
- كان من مستشاريه بعض الصحابة مثل: النعمان بن بشير.[74]
- كان الصحابي صخر بن عامر ممن يفد على يزيد، وكان ممن كلمه في الصفح عن أهل المدينة عندما خلعوه.[75]
- وكان عبد الله بن عمر أحد الرافضين للخروج على يزيد.[76]

## ميراثه

### الآراء حول شخصه
| يزيد بن معاوية               | افترق الناس في يزيد بن معاوية بن أبي سفيان ثلاث فرق طرفان ووسط، فأحد الطرفين قالوا : إنه كان كافراً منافقاً، وإنه سعى في قتل سِبط رسول الله تشفياً من رسول الله وانتقاماً منه وأخذاً بثأر جده عتبة وأخي جده شيبة وخاله الوليد بن عتبة وغيرهم ممن قتلهم أصحاب النبي بيد علي بن أبي طالب وغيره يوم بدر وغيرها، وقالوا تلك أحقاد بدرية وآثار جاهلية ... والطرف الثاني يظنون أنه كان رجلاً صاحاً وإماماً عدل وإنه كان من الصحابة الذين ولدوا على عهد النبي وحمله بيده وبرّك عليه وربما فضله بعضهم على أبي بكر وعمر، وربما جعله بعضهم نبياً ... والقول الثالث : أنه كان ملكاً من ملوك المسلمين له حسنات وسيئات ولم يولد إلا في خلافة عثمان ولم يكن كافراً ولكن جرى بسببه ما جرى من مصرع الحسين وفُعل ما فعل بأهل الحرة، ولم يكن صحابياً ولا من أولياء الله الصالحين ... ثم افترقوا ثلاث فرق، فرقة لعنته وفرقة أحبته وفرقة لا تسبه ولا تحبه وهذا هو المنصوص عن الإمام أحمد وعليه المقتصدون من أصحابه | يزيد بن معاوية |
| — ابن تيمية، فتاوى ابن تيمية | |                |

| يزيد بن معاوية                         | كما ان الخليفة يزيد بن معاوية خلافا لما روج عنه للتعتيم على شرعيته وسيرته التاريخية، كان متابعا وساهرا على شؤن الدولة بكل تيقظ، ويتابع كل شيء بدقة، وهذا يؤكد انه لا يقل عن معاوية في رجاحة عقله وحلمه، بل يمكن عده رجل دوله من الطراز الاول، استخدم كل الوسائل السياسية للحفاظ على دولته الفتية، كانت فترته فترة بناء الامبروطورية الاموية "التي أمتدت من الصين شرقا إلى فرنسا غربا" ، ورغم التعتيم الذي تعرض له هذا الخليفة، أساسا من قبل "العباسيين_المؤرخين" ، فهو لم يكن كما ذكروا سكيرا وماجنا بل كان دبلوماسيا ومتزنا سياسيا، ولكن الازمة التي اندلعت في عهده كانت حادة ومهددة لشرعية دولته وايدلوجبتها، فلم يجد يزيد وسيلة، لينقذ تراث ابيه الا بالحزم الشديد القاهر بمفهوم فيبيير وفوكو للعنف السياسي وهنا تتجلى لنا بقوة : جدلية الديني _الحسين والسياسي _ يزيد في الاسلام "أطروحة دكتوراة في جامعة السوربون الفرنسية" | يزيد بن معاوية |
| — بثينة بن حسين، الفتنة الثانية (كتاب) | |                |

### حول خلافته
رأي علماء السنة: الصحابي عبد الله بن عمر:«إنا قد بايعنا هذا الرجل ببيع الله ورسوله»، أبو بكر بن العربي المالكي: «إلا أننا نقول: إن معاوية ترك الأفضل في أن يجعلها شورى ولا يخص بها أحداً من قربته؛ إلا أنه عدل إلى ولاية ابنه وعقَد له البيعة وبايعه الناس، وتخلّف عنها من تخلَّف؛ فانعقدت البيعة شرعاً؛ لأنها تنعقد بواحد، وقيل باثنين.فإن قيل: تنعقد لمن فيه شروط العدالة؛ قلنا: ليس السن من شروطها، ولم يثبت أن يزيد يقصر عنها. فإن قيل: كان منها العدالة والعلم، ولم يكن يزيد عدلاً ولا عالماً، قلنا: بأي شيء نعلم عدم علمه أو عدالته؟ ولو كان مسلوبهما لذَكَر ذلك الثلاثة الفضلاء الذين أشاروا عليه بأن لا يفعل ذلك، وإنما رموا الأمر بعيب التحكم، وأرادوا أن تكون شورى» وقال عبد الغني المقدسي الحنبلي:«خلافته صحيحة، وقال بعض العلماء: بايعه ستون من أصحاب رسول الله؛ منهم ابن عمر» في المقابل يرى علماء الشيعة عدم صحة بيعة يزيد، وأنها من حق الحسين بن علي.

### حول لعنه
| المانعون من لعنه من علماء السنة - أحمد بن حنبل. - أبو حامد محمد بن محمد الغزالي. - عبد المغيث بن زهير. - ابن حجر الهيتمي. - ابن الصلاح. - السمهودي. - ابن تيمية. - عبد الله بن جبرين. | المجيزون للعنه من علماء السنة - التفتازاني. - أبو الفرج بن الجوزي. | رأي علماء الشيعة يرى علماء الشيعة لعن يزيد بلا خلاف |

### روايته للحديث
أخذ يزيد الحديث من والده معاوية صاحب الرسول فحفظ منه، وسمع من يزيد أقاربه كابنه وأمه وابن عمه، وذكره أبو زرعة في الطبقة العليا التي تلي الصحابة، وله حديث في مراسيل أبي داود. إلا أن المحدثين تركوا الحديث عنه وأسانيده؛ لأنهم نقموا عليه الأحداث التي حصلت في عهده، رغم أن الإسناد إليه ظل متصلاً حتى زمن ابن الجوزي على الأقل، حيث قال: ‹وإسنادنا إليه متصل›.
روى عن
روى يزيد الحديث عن:
- والده: الصحابي معاوية.[90]

روى عنه
روى عنه الحديث:
- ابنه خالد.[90]
- الخليفة الأموي عبد الملك بن مروان.[90]
- أمه ميسون بنت بحدل.[90]

مروياته
روى عدة أحاديث في الفقه في الدين وفي الوضوء وغيرها، ومما رواه عن أبيه الصحابي معاوية بن أبي سفيان:
| يزيد بن معاوية          | من يرد الله به خيراً يفقه في الدين | يزيد بن معاوية |
| — حديث نبوي، تاريخ دمشق |                                   |                |

### شعر يزيد
تعرض شعر يزيد للتحريف، وأضيف إلى أشعاره أبيات غير معروفة. وأشعاره مجموعة في قدر ثلاث كراريس. وأول من جمعه هو محمد بن عمران المرزباني. وممن حفظه ابن خلكان.
- عند وفاة الخليفة معاوية:

### خطب يزيد
- عند وفاة الخليفة معاوية:

| يزيد بن معاوية                 | الحمد اللّه الذي ما شاء صَنع ومَن شاء أعطى ومَن شاء مَنَع ومن شاء خَفَض ومن شاء رَفع. إن أميرَ المؤمنين كان حَبْلاً من حِبال اللّه مدَّه ما شاء أن يَمدَّه ثم قَطعه حين أراد أن يَقْطعه وكان. دون مَنِ قبلَه وخيراً ممن يأتي بعدَه ولا أزَكِّيه عند ربّه وقد صار إليه فإن يَعْفُ عنه فَبِرَحْمته وإنْ يُعاقبه فَبِذَنبه وقد وُلِّيتُ بعدَه الأمرَ ولستُ أعتذر من جَهل ولا آسىَ على طَلَب عِلْم وعلى رِسْلكم إذا كَرِهَ اللّه شيئاً غيَّرَه وإذا أحبَّ شيئاً يسَّره | يزيد بن معاوية |
| — العقد الفريد، يزيد بن معاوية | |                |

- خطبة أخرى:

| يزيد بن معاوية                 | الحمد لله أحمده وأستعينه وأومن به وأتوكّل عليه ونعوذ بالله من شرور أنفسنا ومن سيئات أعمالنا من يهد الله فلا مضل له ومن يضلل فلا هادي له وأشهد أن لا إله إلا الله وحده لا شريك له وأن محمدا عبده ورسوله اصطفاه لوحيه واختاره لرسالته بكتاب فصله وفضله وأعزه وأكرمه ونصره وحفظه ضرب فيه الأمثال وحلّل فيه الحلال وحرَّم فيه الحرام وشَرع فيه الدين إعذاراً وإنذاراً لئلا يكونَ للناس على الله حُجَّة بعد الرسل ويكونَ بلاغاً لقوم عابدين أوصيكم عبادَ اللّه بتقوى الله العظيم الذي ابتدأ الأمور بعِلمه وإليه يَصير مَعادُها وانقطاع مُدتها وتَصرُّم دارها ثم إني أحَذِّركم الدنيا فإنها حلوة خضرة حفت بالشهوات ورَاقتْ بالقليل وأينعت بالفاني وتحبَّبت بالعاجل لا يَدومُ نَعيمُها ولا يؤْمَن فجيعُها أكَّالة غَوَّالة غرَّارة لا تُبْقي على حال ولا يَبقى لها حال ولن تَعْدُو الدنيا إذا تناهت إلى أمْنية أهل الرغبة فيها والرِّضا بها أن تكون كما قال الله عز وجل: {وَاضْرِبْ لَهُمْ مَثَلَ الْحَيَاةِ الدُّنْيَا كَمَاءٍ أَنْزَلْنَاهُ مِنَ السَّمَاءِ فَاخْتَلَطَ بِهِ نَبَاتُ الْأَرْضِ فَأَصْبَحَ هَشِيمًا تَذْرُوهُ الرِّيَاحُ ۗوَكَانَ الله عَلَىٰ كُلِّ شَيْءٍ مُقْتَدِرًا} نسأل الله ربنَّا وإلهنا وخالِقنا ومولانا أنْ يجعلنا وإياكم من فزَع يومئذ آمنين إنَّ أحسن الحديث وأبلغَ الموعظة كتاب الله، يقول الله: {وإذا قُرِئ القُرآن فاسْتَمِعُوا لهُ وأنْصِتُوا لعلكم ترحَمُون} أعوذ بالله من الشيطان الرجيم بسم الله الرحمن الرحيم {لَقَدْ جَاءَكُمْ رَسُولٌ مِنْ أَنْفُسِكُمْ عَزِيزٌ عَلَيْهِ مَا عَنِتُّمْ حَرِيصٌ عَلَيْكُمْ بِالْمُؤْمِنِينَ رَءُوفٌ رَحِيمٌ فَإِنْ تَوَلَّوْا فَقُلْ حَسْبِيَ اللَّهُ لَا إِلَهَ إِلَّا هُوَ عَلَيْهِ تَوَكَّلْتُ وَهُوَ رَبُّ الْعَرْشِ الْعَظِيمِ} | يزيد بن معاوية |
| — العقد الفريد، يزيد بن معاوية | |                |

- خطبة أخرى:

| يزيد بن معاوية                      | إذا مرض أحدكم مرضا فأشفي ثم تماثل، فلينظر إلى أفضل عمل عنده فليلزمه ولينظر إلى أسوأ عمل عنده فليدعه | يزيد بن معاوية |
| — الزهد للإمام أحمد، يزيد بن معاوية | |                |

### يزيد بن معاوية في الديانة اليزيدية
أسطورة ولادته
أسطورة ولادته موجودة في كتاب مصحف رش، وتنص الأسطورة على أن محمد نبي المسلمين أصيب بالصداع فطلب من معاوية أن يحلق رأسه - وكان حلاقاً - وأثناء الحلاقة أخطأ معاوية وجرح النبي، ولأن معاوية خاف من سقوط دم النبي على الأرض قام بلعقه فقال له النبي أن فعلته هذه ستتسبب بولادة شخص يعارض شيعته، ولكن معاوية أجاب النبي بأنه لن يتزوج أبداً.
بعد مدة طويلة أرسل الله عقرباً للدغ معاوية وحضر الأطباء وأخبروه أن عليه الزواج أو سيموت، قرر معاوية الزواج من امرأة عجوز فأحضروا له ميسون وكان عمرها 85 سنة لكيلا تستطيع إنجاب أي ابن له. تمضي الأسطورة وتقول أن ميسون تحولت في صبيحة الزواج إلى امرأة في الخامسة والعشرين من عمرها وأصبحت حاملاً بالإله يزيد.
بعد ذلك تصف الأسطورةُ يزيدَ بأنه ورث السانجاك (كلمة تركية تعني صورة الملك طاووس) واستقبلها بكل تبجيل ثم منحها للطائفة اليزيدية، ثم ألف أغنيتين باللغة الكردية لتقرأ أمام السانجاك. بعد ذلك يذكر مصحف رش أن السانجاك ظلت مع الأمير الجالس على عرش يزيد، وأمير الطائفة حالياً هو أنور بن معاوية.
اليزيدية العدوية
تعود أصول اليزيدية العدوية في الأصل عند من ينسبها ليزيد إلى إبراهيم بن حرب بن خالد بن يزيد الأموي، حيث كان أحد الهاربين من بني أمية حين هزم الخليفة مروان الثاني في معركة الزاب على يد العباسيين. بعد تولي العباسيين الحكم الإسلامي بدأوا في القضاء على بني أمية؛ خوفاً من عودتهم إلى الحكم. هرب إبراهيم بن حرب إلى الجبال في شمال العراق.
في جبال شمال العراق دعا إبراهيم إلى نفسه وادعى بأنه السفياني المنتظر، واستطاع جمع الناس حوله، إلا أنه لم يستطع أن يوسع ملكه؛ لقوة الخلافة العباسية الناشئة. كان إبراهيم يرى أن جده خالداً قد سلب حقه في الخلافة وأن والد جده يزيد يتم لعنه على يد العباسيين والشيعة وغيرهم، فأراد أن ينهي مسألة اللعن فسمى دولته بالدولة اليزيدية. تنبه العباسيون إلى إبراهيم ومحاولته إعادة أمجاد بني أمية فقاموا بإنهاء ملكه وتفرقة أتباعه، وبقي حب بني أمية في أتباعه.
وفي عهد المقتدي بأمر الله العباسي ولد عدي بن مسافر بن إسماعيل بن موسى المرواني الأموي، والذي أخذ بإعادة هيكلة الدولة اليزيدية، وبعد موته أتى بعده ابن أخيه أبو البركات صخر بن صخر، وبعده عدي بن أبو البركات صخر، ثم حسن بن عدي. واستمر حكمهم حتى اندثر، وأخذ في الظهور مجدداً في هذا القرن حيث انقسمت الإمارة فيهم بين الأمير أنور معاوية علي بك وابن عمه الأمير تحسين بك.

### كتب حول يزيد
- قيد الشريد من أخبار يزيد، تأليف: شمس الدين بن طولون.
- سؤال في يزيد بن معاوية، تأليف: ابن تيمية.
- صورة يزيد بن معاوية في الروايات الأدبية: دراسة نقدية، تأليف: فريال بنت عبد الله الهديب.
- مواقف المعارضة في خلافة يزيد بن معاوية، تأليف: محمد بن عبد الهادي الشيباني.
- يزيد بن معاوية: فرع الشجرة الملعونة في القران، تأليف: أبو جعفر المكي.
- يزيد في محكمة التاريخ، تأليف: جواد القزويني.
- شعر يزيد بن معاوية، جمع: صلاح الدين المنجد.
- جزء في فضائل يزيد، تأليف: عبد المغيث بن زهير الحنبلي.
- الرد على المتعصب العنيد المانع من ذم يزيد، تأليف: أبو الفرج بن الجوزي.
- الفتنة الثانية في عهد الخليفة يزيد بن معاوية، تأليف الدكتورة بثينة بن حسن.[94]

### التصوير الحديث
في المسلسلات
- مسلسل معاوية والحسن والحسين، 2011، قام بدوره الممثل رافي وهبي.[95]
- مسلسل الأسباط، 2010، قام بدوره الممثل خالد القيش.[96]
- مسلسل واقعة الطف.

في الأفلام
- فيلم موكب الإباء، 2005، قام بدوره الممثل علاء قاسم.[97]

## حياته الشخصيَّة

### أسرته
تزوج ثلاث نساء منهن أم مسكين بنت عمر بن الخطاب، وله أمهات أولاد كثر أنجبن له الكثير من الأبناء
|           |           |           |           |           |           |       |       |               |               |               |               |               |               |      |      |          |          |            |            |            |            |            |            |                |                |                |                |                  |                  |                  |                  | حرب              | حرب              | حرب         | حرب         | حرب         | حرب         |                       |                       |                       |                       |                       |                       | صفية   | صفية   | صفية   | صفية   | صفية   | صفية   |       |       |     |     |     |     |     |     |  |  |  |  |  |  |  |  |  |  |  |  |  |  |  |  |  |  |  |  |  |  |  |  |  |  |
|           |           |           |           |           |           |       |       |               |               |               |               |               |               |      |      |          |          |            |            |            |            |            |            |                |                |                |                |                  |                  |                  |                  | حرب              | حرب              | حرب         | حرب         | حرب         | حرب         |                       |                       |                       |                       |                       |                       | صفية   | صفية   | صفية   | صفية   | صفية   | صفية   |       |       |     |     |     |     |     |     |  |  |  |  |  |  |  |  |  |  |  |  |  |  |  |  |  |  |  |  |  |  |  |  |  |  |
|           |           |           |           |           |           |       |       |               |               |               |               |               |               |      |      |          |          |            |            |            |            |            |            |                |                |                |                |                  |                  |                  |                  |                  |                  |             |             |             |             |                       |                       |                       |                       |                       |                       |        |        |        |        |        |        |       |       |     |     |     |     |     |     |  |  |  |  |  |  |  |  |  |  |  |  |  |  |  |  |  |  |  |  |  |  |  |  |  |  |
| بحدل      | بحدل      | بحدل      | بحدل      | بحدل      | بحدل      |       |       |               |               | أسدة          | أسدة          | أسدة          | أسدة          | أسدة | أسدة |          |          |            |            |            |            |            |            |                |                |                |                |                  |                  |                  |                  |                  |                  |             |             |             |             | أبو سفيان             | أبو سفيان             | أبو سفيان             | أبو سفيان             | أبو سفيان             | أبو سفيان             |        |        |        |        |        |        |       |       | هند | هند | هند | هند | هند | هند |  |  |  |  |  |  |  |  |  |  |  |  |  |  |  |  |  |  |  |  |  |  |  |  |  |  |
| بحدل      | بحدل      | بحدل      | بحدل      | بحدل      | بحدل      |       |       |               |               | أسدة          | أسدة          | أسدة          | أسدة          | أسدة | أسدة |          |          |            |            |            |            |            |            |                |                |                |                |                  |                  |                  |                  |                  |                  |             |             |             |             | أبو سفيان             | أبو سفيان             | أبو سفيان             | أبو سفيان             | أبو سفيان             | أبو سفيان             |        |        |        |        |        |        |       |       | هند | هند | هند | هند | هند | هند |  |  |  |  |  |  |  |  |  |  |  |  |  |  |  |  |  |  |  |  |  |  |  |  |  |  |
|           |           |           |           |           |           |       |       |               |               |               |               |               |               |      |      |          |          |            |            |            |            |            |            |                |                |                |                |                  |                  |                  |                  |                  |                  |             |             |             |             |                       |                       |                       |                       |                       |                       |        |        |        |        |        |        |       |       |     |     |     |     |     |     |  |  |  |  |  |  |  |  |  |  |  |  |  |  |  |  |  |  |  |  |  |  |  |  |  |  |
|           |           |           |           | ميسون     | ميسون     | ميسون | ميسون | ميسون         | ميسون         |               |               |               |               |      |      |          |          |            |            |            |            |            |            |                |                |                |                |                  |                  |                  |                  |                  |                  |             |             |             |             |                       |                       |                       |                       |                       |                       | معاوية | معاوية | معاوية | معاوية | معاوية | معاوية |       |       |     |     |     |     |     |     |  |  |  |  |  |  |  |  |  |  |  |  |  |  |  |  |  |  |  |  |  |  |  |  |  |  |
|           |           |           |           | ميسون     | ميسون     | ميسون | ميسون | ميسون         | ميسون         |               |               |               |               |      |      |          |          |            |            |            |            |            |            |                |                |                |                |                  |                  |                  |                  |                  |                  |             |             |             |             |                       |                       |                       |                       |                       |                       | معاوية | معاوية | معاوية | معاوية | معاوية | معاوية |       |       |     |     |     |     |     |     |  |  |  |  |  |  |  |  |  |  |  |  |  |  |  |  |  |  |  |  |  |  |  |  |  |  |
|           |           |           |           |           |           |       |       |               |               |               |               |               |               |      |      |          |          |            |            |            |            |            |            |                |                |                |                |                  |                  |                  |                  |                  |                  |             |             |             |             |                       |                       |                       |                       |                       |                       |        |        |        |        |        |        |       |       |     |     |     |     |     |     |  |  |  |  |  |  |  |  |  |  |  |  |  |  |  |  |  |  |  |  |  |  |  |  |  |  |
|           |           |           |           |           |           |       |       | فاختة         | فاختة         | فاختة         | فاختة         | فاختة         | فاختة         |      |      | أم كلثوم | أم كلثوم | أم كلثوم   | أم كلثوم   | أم كلثوم   | أم كلثوم   |            |            | يزيد بن معاوية | يزيد بن معاوية | يزيد بن معاوية | يزيد بن معاوية | يزيد بن معاوية   | يزيد بن معاوية   |                  |                  | أمهات أولاد      | أمهات أولاد      | أمهات أولاد | أمهات أولاد | أمهات أولاد | أمهات أولاد |                       |                       |                       |                       |                       |                       |        |        |        |        |        |        |       |       |     |     |     |     |     |     |  |  |  |  |  |  |  |  |  |  |  |  |  |  |  |  |  |  |  |  |  |  |  |  |  |  |
|           |           |           |           |           |           |       |       | فاختة         | فاختة         | فاختة         | فاختة         | فاختة         | فاختة         |      |      | أم كلثوم | أم كلثوم | أم كلثوم   | أم كلثوم   | أم كلثوم   | أم كلثوم   |            |            | يزيد بن معاوية | يزيد بن معاوية | يزيد بن معاوية | يزيد بن معاوية | يزيد بن معاوية   | يزيد بن معاوية   |                  |                  | أمهات أولاد      | أمهات أولاد      | أمهات أولاد | أمهات أولاد | أمهات أولاد | أمهات أولاد |                       |                       |                       |                       |                       |                       |        |        |        |        |        |        |       |       |     |     |     |     |     |     |  |  |  |  |  |  |  |  |  |  |  |  |  |  |  |  |  |  |  |  |  |  |  |  |  |  |
|           |           |           |           |           |           |       |       |               |               |               |               |               |               |      |      |          |          |            |            |            |            |            |            |                |                |                |                |                  |                  |                  |                  |                  |                  |             |             |             |             |                       |                       |                       |                       |                       |                       |        |        |        |        |        |        |       |       |     |     |     |     |     |     |  |  |  |  |  |  |  |  |  |  |  |  |  |  |  |  |  |  |  |  |  |  |  |  |  |  |
|           |           |           |           |           |           |       |       |               |               |               |               |               |               |      |      |          |          |            |            |            |            |            |            |                |                |                |                |                  |                  |                  |                  |                  |                  |             |             |             |             |                       |                       |                       |                       |                       |                       |        |        |        |        |        |        |       |       |     |     |     |     |     |     |  |  |  |  |  |  |  |  |  |  |  |  |  |  |  |  |  |  |  |  |  |  |  |  |  |  |
| الربيع    | الربيع    | الربيع    | الربيع    | الربيع    | الربيع    |       |       | أبو بكر       | أبو بكر       | أبو بكر       | أبو بكر       | أبو بكر       | أبو بكر       |      |      |          |          | يزيد       | يزيد       | يزيد       | يزيد       | يزيد       | يزيد       |                |                |                |                | عمر              | عمر              | عمر              | عمر              | عمر              | عمر              |             |             |             |             | عبد الله أصغر الأصاغر | عبد الله أصغر الأصاغر | عبد الله أصغر الأصاغر | عبد الله أصغر الأصاغر | عبد الله أصغر الأصاغر | عبد الله أصغر الأصاغر |        |        |        |        |        |        |       |       |     |     |     |     |     |     |  |  |  |  |  |  |  |  |  |  |  |  |  |  |  |  |  |  |  |  |  |  |  |  |  |  |
| الربيع    | الربيع    | الربيع    | الربيع    | الربيع    | الربيع    |       |       | أبو بكر       | أبو بكر       | أبو بكر       | أبو بكر       | أبو بكر       | أبو بكر       |      |      |          |          | يزيد       | يزيد       | يزيد       | يزيد       | يزيد       | يزيد       |                |                |                |                | عمر              | عمر              | عمر              | عمر              | عمر              | عمر              |             |             |             |             | عبد الله أصغر الأصاغر | عبد الله أصغر الأصاغر | عبد الله أصغر الأصاغر | عبد الله أصغر الأصاغر | عبد الله أصغر الأصاغر | عبد الله أصغر الأصاغر |        |        |        |        |        |        |       |       |     |     |     |     |     |     |  |  |  |  |  |  |  |  |  |  |  |  |  |  |  |  |  |  |  |  |  |  |  |  |  |  |
|           |           |           |           |           |           |       |       |               |               |               |               |               |               |      |      |          |          |            |            |            |            |            |            |                |                |                |                |                  |                  |                  |                  |                  |                  |             |             |             |             |                       |                       |                       |                       |                       |                       |        |        |        |        |        |        |       |       |     |     |     |     |     |     |  |  |  |  |  |  |  |  |  |  |  |  |  |  |  |  |  |  |  |  |  |  |  |  |  |  |
| محمد      | محمد      | محمد      | محمد      | محمد      | محمد      |       |       | حرب           | حرب           | حرب           | حرب           | حرب           | حرب           |      |      |          |          | عثمان      | عثمان      | عثمان      | عثمان      | عثمان      | عثمان      |                |                |                |                | أم يزيد          | أم يزيد          | أم يزيد          | أم يزيد          | أم يزيد          | أم يزيد          |             |             |             |             | أم عبد الرحمن         | أم عبد الرحمن         | أم عبد الرحمن         | أم عبد الرحمن         | أم عبد الرحمن         | أم عبد الرحمن         |        |        |        |        |        |        |       |       |     |     |     |     |     |     |  |  |  |  |  |  |  |  |  |  |  |  |  |  |  |  |  |  |  |  |  |  |  |  |  |  |
| محمد      | محمد      | محمد      | محمد      | محمد      | محمد      |       |       | حرب           | حرب           | حرب           | حرب           | حرب           | حرب           |      |      |          |          | عثمان      | عثمان      | عثمان      | عثمان      | عثمان      | عثمان      |                |                |                |                | أم يزيد          | أم يزيد          | أم يزيد          | أم يزيد          | أم يزيد          | أم يزيد          |             |             |             |             | أم عبد الرحمن         | أم عبد الرحمن         | أم عبد الرحمن         | أم عبد الرحمن         | أم عبد الرحمن         | أم عبد الرحمن         |        |        |        |        |        |        |       |       |     |     |     |     |     |     |  |  |  |  |  |  |  |  |  |  |  |  |  |  |  |  |  |  |  |  |  |  |  |  |  |  |
|           |           |           |           |           |           |       |       |               |               |               |               |               |               |      |      |          |          |            |            |            |            |            |            |                |                |                |                |                  |                  |                  |                  |                  |                  |             |             |             |             |                       |                       |                       |                       |                       |                       |        |        |        |        |        |        |       |       |     |     |     |     |     |     |  |  |  |  |  |  |  |  |  |  |  |  |  |  |  |  |  |  |  |  |  |  |  |  |  |  |
| أبو سفيان | أبو سفيان | أبو سفيان | أبو سفيان | أبو سفيان | أبو سفيان |       |       | معاوية الثاني | معاوية الثاني | معاوية الثاني | معاوية الثاني | معاوية الثاني | معاوية الثاني |      |      |          |          | عثمان      | عثمان      | عثمان      | عثمان      | عثمان      | عثمان      |                |                |                |                | رملة             | رملة             | رملة             | رملة             | رملة             | رملة             |             |             |             |             | أم محمد               | أم محمد               | أم محمد               | أم محمد               | أم محمد               | أم محمد               |        |        |        |        |        |        |       |       |     |     |     |     |     |     |  |  |  |  |  |  |  |  |  |  |  |  |  |  |  |  |  |  |  |  |  |  |  |  |  |  |
| أبو سفيان | أبو سفيان | أبو سفيان | أبو سفيان | أبو سفيان | أبو سفيان |       |       | معاوية الثاني | معاوية الثاني | معاوية الثاني | معاوية الثاني | معاوية الثاني | معاوية الثاني |      |      |          |          | عثمان      | عثمان      | عثمان      | عثمان      | عثمان      | عثمان      |                |                |                |                | رملة             | رملة             | رملة             | رملة             | رملة             | رملة             |             |             |             |             | أم محمد               | أم محمد               | أم محمد               | أم محمد               | أم محمد               | أم محمد               |        |        |        |        |        |        |       |       |     |     |     |     |     |     |  |  |  |  |  |  |  |  |  |  |  |  |  |  |  |  |  |  |  |  |  |  |  |  |  |  |
|           |           |           |           |           |           |       |       |               |               |               |               |               |               |      |      |          |          |            |            |            |            |            |            |                |                |                |                |                  |                  |                  |                  |                  |                  |             |             |             |             |                       |                       |                       |                       |                       |                       |        |        |        |        |        |        |       |       |     |     |     |     |     |     |  |  |  |  |  |  |  |  |  |  |  |  |  |  |  |  |  |  |  |  |  |  |  |  |  |  |
| خالد      | خالد      | خالد      | خالد      | خالد      | خالد      |       |       | عتبة          | عتبة          | عتبة          | عتبة          | عتبة          | عتبة          |      |      |          |          | عبد الرحمن | عبد الرحمن | عبد الرحمن | عبد الرحمن | عبد الرحمن | عبد الرحمن |                |                |                |                | عبد الله الأسوار | عبد الله الأسوار | عبد الله الأسوار | عبد الله الأسوار | عبد الله الأسوار | عبد الله الأسوار |             |             |             |             | عبدالله الأصغر        | عبدالله الأصغر        | عبدالله الأصغر        | عبدالله الأصغر        | عبدالله الأصغر        | عبدالله الأصغر        |        |        | عاتكة  | عاتكة  | عاتكة  | عاتكة  | عاتكة | عاتكة |     |     |     |     |     |     |  |  |  |  |  |  |  |  |  |  |  |  |  |  |  |  |  |  |  |  |  |  |  |  |  |  |

### ذريته
اختلف البعض حول ذريته، فقال ابن كثير لا عقب له. وأورد البلاذري وابن حزم أن لأبنائه ذرية، وهم:
- خالد، وله عدة أبناء:
  - معاوية.[100]
  - عبد الله، وله:
    - علي.[101]
    - العباس.[102]
    - القاسم، وله:
      - عمر.[103]

  - حرب، وذريته في الشام، [98] ومنهم:
    - عمر:
      - يزيد:
        - معاوية:
          - زياد.[104]

    - أبو سفيان، وله:
      - سعيد.[105]

  - يزيد، وذريته في الشام.[98]
  - سعيد.[98]
  - أبو سفيان، وله:
    - معاوية، وله:
      - يزيد، وله:
        - أم الوليد.[103]

    - أبو القاسم.[98]
- يزيد، وعقبه بالبصرة.[98]
- حرب، وله ذرية.[98]
- عتبة، وله:
  - سليمان، وله:
    - عبد الله.[98]
- عبد الله الأصغر، وله:
  - محمد.[71]
  - معاوية.[71]
  - أبو عبيد الله.[71]
  - أبو معاوية.[71]
  - أبو سفيان.[98]
  - أبو عتبة.[98]
- عبد الله، وله:
  - زياد،[98] وله:
    - القاسم.[71]
    - سعيد.[71]
    - مخلد.[71]

  - أم عثمان.[71]
  - عبدة.[71]
  - أمة الحميد.[71]
- عبد الرحمن، وله:
  - سعيد،[106] وله:
    - عثمان، وله:
      - يزيد.[105]

  - يحيى.[106]
- محمد:
  - محمد، وله ذرية.[98]

وهناك من ينسب إليه آل يزيد حكام عسير وذريتهم آل عائض وأنهم من ذرية محمد بن يزيد، وهناك من ينسب إليه بنو طاهر حكام اليمن وأنهم من ذرية محمد بن يزيد، وهناك من ينسب إليه بنو زياد وأنهم من ذرية أبي بكر بن يزيد.

## الهوامش
- 1 آثارها في جنوب شرق تركيا.
- 2 حدد تاريخ الغزوة بأنها سنة 49 هـ كل من ابن عساكر وابن كثير وابن طولون، وحددها خليفة بن خياط بأنها سنة 50 هـ، وحددها الحاكم والذهبي وابن حجر بأنها كانت في سنة 52.
- 3 البُرْنُسُ ردَاءٌ ذو كُمَّيْن (معنى كلمة برنس في القاموس).

## وصلات خارجية
- رؤى واعية في يزيد بن معاوية 1.
- رؤى واعية في يزيد بن معاوية 2.
- خروج أهل المدينة - موقعة الحَرَّة - خروج عبد الله بن الزبير - تحليلات حول خروج ابن الزبير.
- حقيقة مقتل الحسين رضى الله عنه - للشيخ محمد الزغبي على يوتيوب

| قبلــه: معاوية بن أبي سفيان | الخلافة الأموية 680 - 683 | بعــده: معاوية بن يزيد |